# FK Vybor-Kurbatovo Voroněž
Futbolnyj klub Vybor-Kurbatovo Voroněž (rusky: Футбольный клуб «Выбор-Курбатово» Воронеж) byl ruský fotbalový klub sídlící ve městě Voroněž ve Voroněžské oblasti. Klub zanikl v roce 2015 kvůli špatné finanční situaci.
Své domácí zápasy klub odehrával na stadionu CSP Voroněž s kapacitou 32 750 diváků.

## Historické názvy
- 1997 – FK Kurbatovo Voroněž (Futbolnyj klub Kurbatovo Voroněž)
- 2008 – FK Centr-Gaz Kurbatovo Voroněž (Futbolnyj klub Centr-Gaz Kurbatovo Voroněž)
- 2009 – FK Jantar-Kurbatovo Voroněž (Futbolnyj klub Jantar-Kurbatovo Voroněž)
- 2010 – FK Kurbatovo Voroněž (Futbolnyj klub Kurbatovo Voroněž)
- 2011 – FK Vybor-Kurbatovo Voroněž (Futbolnyj klub Vybor-Kurbatovo Voroněž)

## Umístění v jednotlivých sezonách
Legenda: Z - zápasy, V - výhry, R - remízy, P - porážky, VG - vstřelené góly, OG - obdržené góly, +/- - rozdíl skóre, B - body, červené podbarvení - sestup, zelené podbarvení - postup, světle fialové podbarvení - přesun do jiné soutěže
| Sezóny  | Liga                            | Úroveň | Z                                                          | V                                                          | R                                                          | P                                                          | VG                                                         | OG                                                         | B                                                          | +/-                                                        | Pozice |
| ------- | ------------------------------- | ------ | ---------------------------------------------------------- | ---------------------------------------------------------- | ---------------------------------------------------------- | ---------------------------------------------------------- | ---------------------------------------------------------- | ---------------------------------------------------------- | ---------------------------------------------------------- | ---------------------------------------------------------- | ------ |
| 2013    | Tretij divizion – sk. Černozemě | 4      | 13                                                         | 10                                                         | 3                                                          | 0                                                          | 37                                                         | 6                                                          | +31                                                        | 33                                                         | 1.     |
| 2014/15 | PFL – sk. Centr                 | 3      | Klub se odhlásil v průběhu sezóny, výsledky byly anulovány | Klub se odhlásil v průběhu sezóny, výsledky byly anulovány | Klub se odhlásil v průběhu sezóny, výsledky byly anulovány | Klub se odhlásil v průběhu sezóny, výsledky byly anulovány | Klub se odhlásil v průběhu sezóny, výsledky byly anulovány | Klub se odhlásil v průběhu sezóny, výsledky byly anulovány | Klub se odhlásil v průběhu sezóny, výsledky byly anulovány | Klub se odhlásil v průběhu sezóny, výsledky byly anulovány | 15.    |